# اچ‌ام‌اس تلنت (پی۳۳۷)
اچ‌ام‌اس تلنت (پی۳۳۷) (به انگلیسی: HMS Talent (P337)) یک زیردریایی بود که طول آن ۲۷۶ فوت ۶ اینچ (۸۴٫۲۸ متر) بود. این زیردریایی در سال ۱۹۴۵ ساخته شد.